# Madame Jeantaud allo specchio
Madame Jeantaud allo specchio (Madame Jeantaud au miroir) è un dipinto del pittore francese Edgar Degas, realizzato intorno al 1875 e conservato al museo d'Orsay di Parigi.

## Descrizione
L'opera raffigura Berthe-Marie Bachoux, moglie di Jean-Baptiste Jeantaud, compagno d'armi del pittore durante la guerra franco-prussiana nel 1870. La donna, elegantemente vestita, è appena tornata nel suo appartamento (o, magari, sembra essere in procinto di lasciarlo), e per questo motivo getta uno sguardo furtivo nello specchio mentre stringe un manicotto all'altezza del ventre. Il volto è parzialmente celato - sembra quasi eseguito a profil perdu - anche se lo specchio collocato a sinistra comunque permette di vederne i caratteri frontali.
Nel presente dipinto lo stile di Degas è particolarmente intenso e originale, per via dei tagli compositivi adottati, i quali propongono soluzioni visive nuove e dinamiche che si vanno a sostituire alla visione frontale, iconica e immobile propria della ritrattistica ufficiale (si pensi a Jean-Jacques Henner, anch'egli autore di un ritratto di Madame Jeantaud). Nell'opera di Degas, infatti, Madame Jeantaud fissa con disinvoltura l'osservatore, ma in maniera indiretta, attraverso il riflesso dello specchio, tradizionale simbolo della mutevolezza e dell'illusorietà del reale. Degas, in questo modo, riprende un motivo iconografico presente già nel Rinascimento (quella del «ritratto allo specchio») e scompone la realtà proponendola attraverso diversi «punti di vista», preludendo così all'arte cubista di Georges Braque e Pablo Picasso.